# Abtei von St Albans

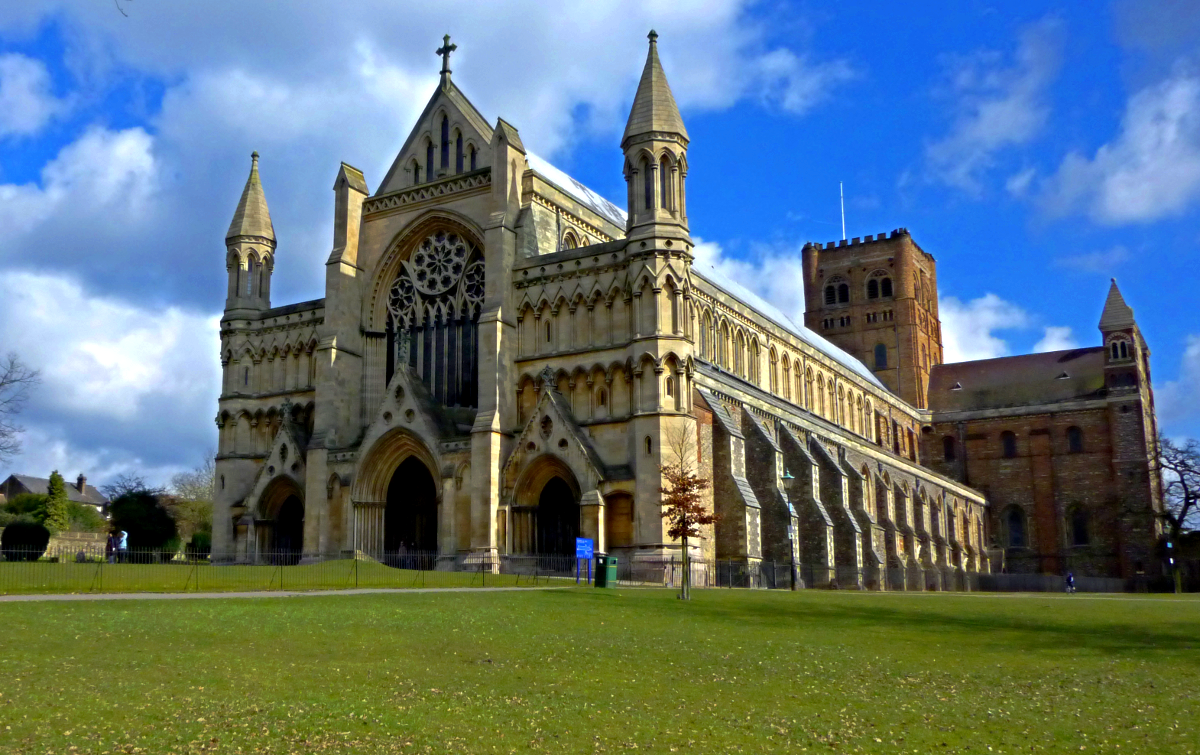
Gesamtansicht der Kirche

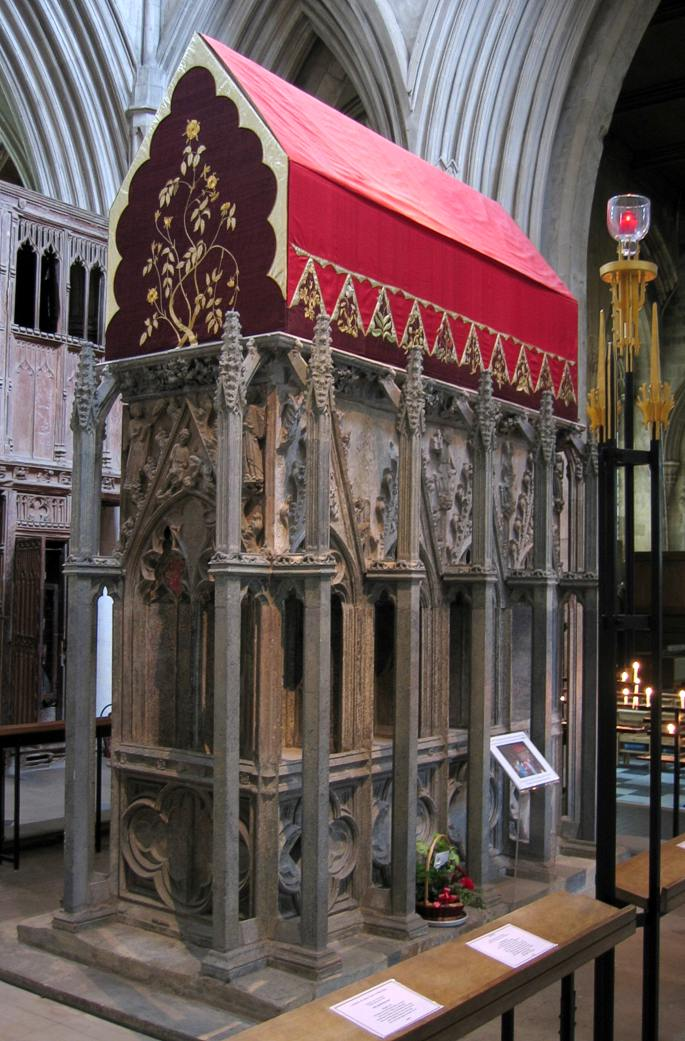
Der Schrein des heiligen Alban in der St Albans Cathedral

Die Abtei von St Albans mit ihrer Kirche, deren offizieller Name The Cathedral Church of St Albans lautet, liegt in der Stadt St Albans im englischen Hertfordshire, 35 km nördlich von London. Sie wurde im Jahr 793 zu Ehren des ersten christlichen Märtyrers von England, des römischen Soldaten Alban (Alban von England), gestiftet und war im Mittelalter eines der reichsten und mächtigsten Klöster der Insel.

## Bedeutung und Vorgeschichte
Nach der normannischen Eroberung Englands durch Wilhelm den Eroberer wurde die Stelle des Abtes neu besetzt, wobei aber der angelsächsische Abt Frithrig erst nach langen Querelen mit dem König 1077 den Posten räumte und nach Ely zog, wo er schließlich starb. Die alte Kirche wurde eingeebnet.
Wie häufig in frühen normannischen Kirchengründungen, kam der erste Abt der normannischen Periode wie Wilhelm selbst aus der Normandie. Die Berufung des Abtes Paul (1077–1094) von Saint-Étienne in Caen nach St Albans erfolgte durch Erzbischof Lanfranc. Unter Abt Paul, dessen Herkunft aus Saint-Étienne in Caen auch am Kirchenneubau erkennbar war, blühte das Ordensleben auf, was unter ihm und seinem Nachfolger Richard d’Aubigny (1097–1119) zu einer vermehrten Anzahl von religiösen Stiftungen führte. Dadurch wurde St Albans das Kloster mit den meisten abhängigen Prioraten („Töchterklöster“), insgesamt acht an der Zahl.
Die zukunftsweisenden Bauschöpfungen der Normandie haben sich im ganzen Abendland ausgewirkt – bis ins Heilige Land –, aber nirgendwo so intensiv wie in England, da dort der normannische Kirchenbau die einzige Wurzel für die romanische Architektur bildete. Gegen Ende des 11. Jahrhunderts verlagerte sich sogar der Schwerpunkt des künstlerischen Schaffens hier hin. In England werden die Kathedralen von Canterbury, St Albans, Ely und Peterborough zur „normannischen Bauschule“ gerechnet.
St Albans wurde ein Hauptdenkmal des frühen romanischen Stils in England. Nach derben, schwerfälligen Anfängen entstanden in England noch im 11. Jahrhundert gewaltige Bauten in großzügigsten Formen. Von den ersten Normannenbauten blieb nur wenig erhalten, da fast alle Abteien und Kathedralen in späterer Zeit erneuert oder umgebaut wurden. Nur das Querhaus der Kathedrale von Winchester und die nördliche Mittelschiffwand von St Albans vermitteln noch eine Vorstellung von der ersten Stufe anglo-normannischer Architektur.
Die Abtei wurde im Zuge der Auflösung der englischen Klöster unter Heinrich VIII. 1539 aufgehoben und zunächst in eine Schule umgewandelt, später bestand nur die Abteikirche weiter. Trotz ihrer großen historischen Bedeutung wurde die Kirche erst 1550 in den Rang einer Pfarrkirche erhoben und erst 1877 in den einer Kathedrale.
In der heutigen Form ist die Kirche eine dreischiffige Pfeilerbasilika mit 13 Jochen, einem schmalen, ausladenden Querschiff mit einem Vierungsturm.

## Der normannische Bau
Begonnen wurde unter Abt Paul mit dem Langhaus 1077 bis 1088, die Weihe fand aber erst 1115 statt. Auffallend an diesem Bau ist das langgestreckte Schiff und der lange Chor. Diese auf dem Festland unbekannte Bauform wurde in der Zukunft zu einem Charakteristikum der englischen Sakralarchitektur.
Der dreigeschossige Aufriss der Mittelschiffwand zeigt enge Verwandtschaft zur Normandie. Die Rundbögen der Arkaden sind durch Unterzüge abgetreppt. Sie ruhen auf mächtigen gestuften Pfeilern, die lediglich flache Kämpferplatten besitzen. Diese Vorlagen rhythmisieren die gesamte Wandfläche. Die Emporenöffnungen haben die gleiche Breite wie die Arkaden des Bodengeschosses, aber sie verengen sich nach rückwärts zum Dachstuhl der Seitenschiffe.
Diese Gliederungssystem ist zwar prinzipiell aus der Normandie übernommen, doch die Gesamterscheinung ist eine andere. Die Wand wirkt trotz der großen Öffnungen sehr massig. Die Durchgliederung der normannisch-festländischen Wand ist umgesetzt worden in derbe Schwere von urtümlicher Kraft. Im Gegensatz zu Peterborough und Ely erhielt St Albans fast keine plastische Gliederung, nur eine schlichte Stufung ruhiger Flächen. Ursache dafür ist, dass die Bauwerke in der Normandie aus Hausteinquadern errichtet wurden, die Abteikirche von St Albans aber aus Backstein der nahegelegenen Ruinen der römischen Stadt Verulamium und für die Gegend typischen Feuerstein, wobei eine Backsteinmauer nicht in dem Maße formbar ist wie eine Quadermauer.
Erhalten sind von diesem „urtümlichen“ Bau die nördliche Seite des Langhauses (außer den vier westlichen Jochen) und die drei vierungsnächsten Joche der südlichen Seite, die Querhäuser, welche nur in geringem Maße verändert wurden, und der gewaltige, festungsartige Vierungsturm. Das Langhaus war mit den damaligen zehn Jochen enorm gestreckt, wobei die riesigen Pfeiler fast so breit waren wie die Arkadenbögen. Nach normannischer Tradition verlief vor den Hochschifffenstern ein innerer Laufgang.

## Die gotischen Veränderungen
Die drei westlichen Joche wurden zwischen 1195 und 1214 errichtet und anschließend verändert: zwei Joche wurden zwischen 1214 und 1235 gotisch erneuert, fünf weitere folgten ab 1325. Die letzten drei Joche bis zum Querhaus blieben dagegen unverändert im normannischen Stil erhalten. Die Holzdecke wurde zwar in spätgotischer Zeit in den damals üblichen Formen erneuert, ist aber so unauffällig geraten und darüber hinaus der ursprünglichen Form sehr ähnlich, dass sie den ursprünglichen Eindruck deutlich geringer beeinflusst als in den anderen romanischen Kirchen, die später mächtige gotische Gewölbelandschaften erhalten haben. Auch die Abteikirche von St Albans erhielt im südlichen Seitenschiff Gewölbe, dies wurde aber erst 1878 errichtet.
Unter Abt Johann de Cella (1195–1214) begann man mit der gotischen Westfassade, die allerdings im 19. Jahrhundert bis auf die Portale erneuert wurde.

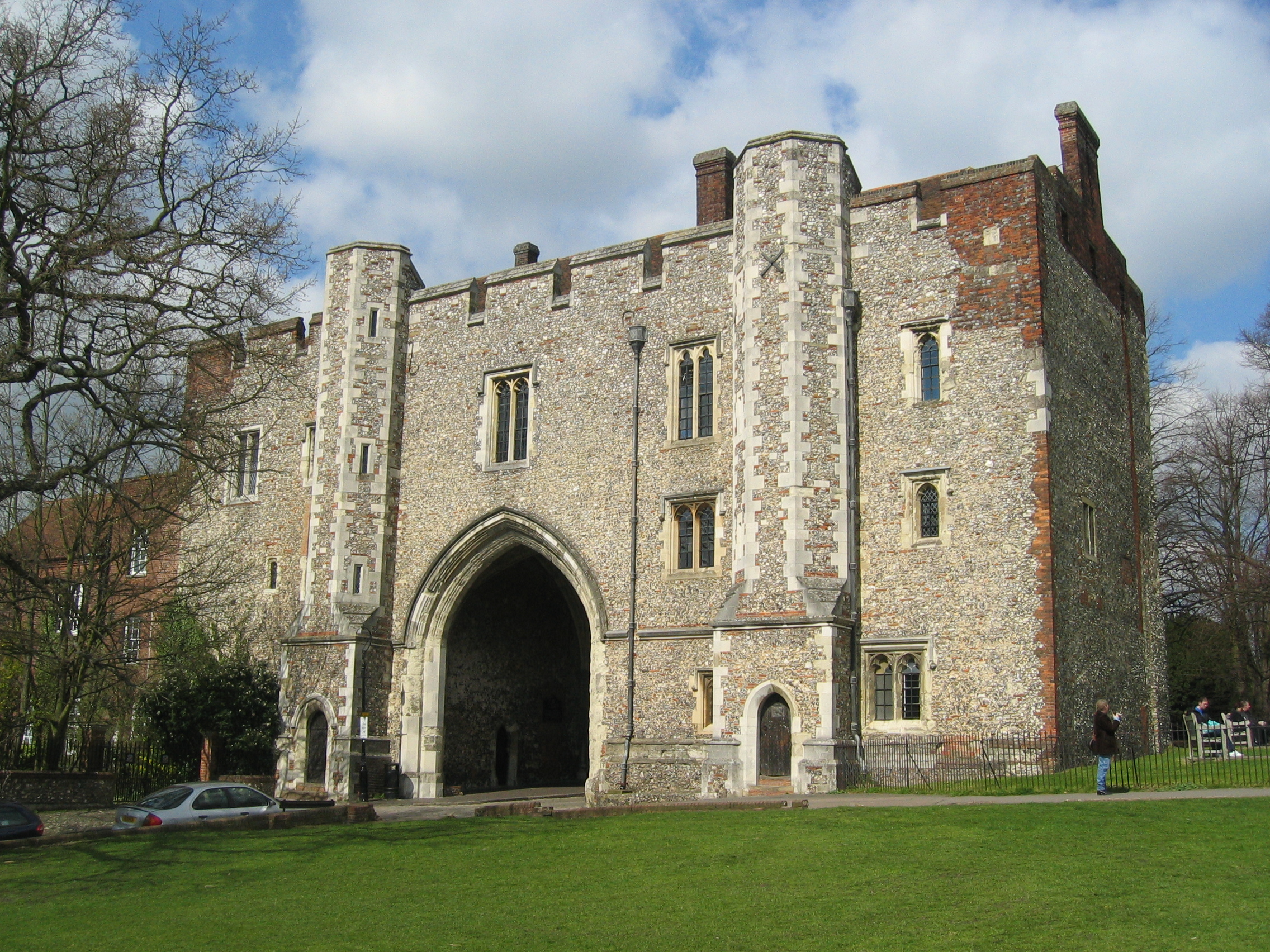
Spätgotisches Torhaus des Klosters St Albans

Unter William of Trumpington wurden zwischen 1214 und 1235 im Westen vier Arkaden der Nord- und fünf der Südseite des Langhauses gotisch erneuert, unter John of Hertford zwischen 1235 und 1260 der romanische Chor abgebrochen, gotisch neugebaut und erweitert. Statt des ursprünglichen Staffelchores entstand ein gerade geschlossener Langchor mit Retrochor und Lady Chapel.
1325 stürzten zwei romanische Pfeiler der Langhaus-Südwand ein, was zu einem Neubau von fünf vierungsnahen Jochen führte. Um 1400 wurden die Fenster im nördlichen Seitenschiff erneuert, 1878 Fenster und Gewölbe im südlichen Seitenschiff (allerdings sind die drei östlichen vor dem Querhaus erhalten). Die Klosterbauten waren bis auf einen spätgotischen Torbau bereits 1540 zerstört worden.
Im 19. Jahrhundert wurden die Querhausfassade verändert.

## Orgel
Die Orgel wurde 1962 von den Orgelbauern Harrison & Harrison (Durham) erbaut und 2007–2009 von der Erbauerfirma restauriert und erweitert. Das Instrument erhielt einen neuen viermanualigen Spieltisch. Die Spieltrakturen sind elektro-pneumatisch, die Registertrakturen sind elektrisch. Ferner wurde dort bereits der Einbau einer „Nave Organ“ vorbereitet; der Bau dieses Instruments ist allerdings noch nicht in Sicht. Die Orgel hat derzeit 61 Register, zzgl. 3 Transmissionen, verteilt auf vier Manualwerke und Pedalwerk mit folgender Disposition:
| I Choir C–a3 |                 |       |
| 1.           | Quintaton       | 16′   |
| 2.           | Open Diapason   | 8′    |
| 3.           | Gedacktpommer   | 8′    |
| 4.           | Flauto Traverso | 8′    |
| 5.           | Octave          | 4′    |
| 6.           | Rohr Flute      | 4′    |
| 7.           | Wald Flute      | 2′    |
| 8.           | Larigot         | 1 ⁄3′ |
| 9.           | Sesquialtera II |       |
| 10.          | Mixture IV      |       |
| 11.          | Cromorne        | 8′    |
|              | Tremulant       |       |

| II Great C–a3 |                  |       |
| 12.           | Principal        | 16′   |
| 13.           | Bourdon          | 16′   |
| 14.           | Principal        | 8′    |
| 15.           | Diapason         | 8′    |
| 16.           | Spitzflute       | 8′    |
| 17.           | Stopped Diapason | 8′    |
| 18.           | Octave           | 4′    |
| 19.           | Stopped Flute    | 4′    |
| 20.           | Quint            | 2 ⁄3′ |
| 21.           | Super Octave     | 2′    |
| 22.           | Blockflute       | 2′    |
| 23.           | Mixture IV-VI    |       |
| 24.           | Bass Trumpet     | 16′   |
| 25.           | Trumpet          | 8′    |
| 26.           | Clarion          | 4′    |
| 27.           | Grand Cornet V   |       |

| III Swell C–a3 |                   |        |
| 28.            | Open Diapason     | 8′     |
| 29.            | Rohr Flute        | 8′     |
| 30.            | Viola             | 8′     |
| 31.            | Celeste           | 8′     |
| 32.            | Principal         | 4′     |
| 33.            | Open Flute        | 4′     |
| 34.            | Nazard            | 2 ⁄3′  |
| 35.            | Octave            | 2′     |
| 36.            | Gemshorn          | 2′     |
| 37.            | Tierce            | 1 3⁄5′ |
| 38.            | Mixture III       |        |
| 39.            | Cimbel III        |        |
| 40.            | Corno di Bassetto | 16′    |
| 41.            | Hautboy           | 8′     |
| 42.            | Vox Humana        | 8′     |
| 43.            | Trumpet           | 8′     |
| 44.            | Clarion           | 4′     |
|                | Tremulant         |        |

| IV Solo C–a3 |                              |     |
|              | Corno di Bassetto (= Nr. 40) | 16′ |
|              | Grand Cornet V (= Nr. 27)    |     |
| 45.          | Fanfare Trumpet              | 8′  |

| IV Nave Organ C–a3 |     |     |
| Bourdon            | 16′ | (v) |
| Principal          | 8′  | (v) |
| Rohr Flute         | 8′  | (v) |
| Octave             | 4′  | (v) |
| Spitzflute         | 4′  | (v) |
| Super Octave       | 2′  | (v) |
| Mixture IV         |     | (v) |

| Pedal C–g1 |                         |         |
| 46.        | Sub Bass                | 32′     |
| 47.        | Principal               | 16′     |
| 48.        | Major Bass              | 16′     |
| 49.        | Bourdon                 | 16′     |
| 50.        | Quint                   | 10 2⁄3′ |
| 51.        | Octave                  | 8′      |
| 52.        | Gedackt                 | 8′      |
| 53.        | Nazard                  | 5 1⁄3′  |
| 54.        | Choral Bass             | 4′      |
| 55.        | Open Flute              | 2′      |
| 56.        | Mixture IV              |         |
| 57.        | Fagotto                 | 32′     |
| 58.        | Bombardon               | 16′     |
|            | Bass Trumpet (= Nr. 24) | 16′     |
| 59.        | Fagotto                 | 16′     |
| 60.        | Tromba                  | 8′      |
| 61.        | Shawm                   | 4′      |

| Nave Pedal C–g1 |     |     |
| Sub Bass        | 16′ | (v) |

- Anmerkung

(v) = vakant, vorbereitet
Anlässlich des Orgelneubaus gründete der damalige Organist Peter Hurford das St Albans International Organ Festival, das seit 1963 alle zwei Jahre stattfindet.